# Muraenoclinus dorsalis
Muraenoclinus dorsalis är en fiskart som först beskrevs av Bleeker, 1860.  Muraenoclinus dorsalis ingår i släktet Muraenoclinus och familjen Clinidae. Inga underarter finns listade i Catalogue of Life.